# Számtani és mértani közép közötti egyenlőtlenség

A számtani és mértani közép közötti egyenlőtlenség matematikai tétele azt állítja, hogy nemnegatív valós számok számtani középértéke nem lehet kisebb, mint a számok mértani középértéke; egyenlőség is csak akkor állhat fenn, ha a szóban forgó számok megegyeznek.

## A tétel megfogalmazása
Bármely {\displaystyle a_{1},\dots ,a_{n}\in \mathbb {R} \,(n\in \mathbb {N} )} nemnegatív valós számok esetén 
 és egyenlőség csak abban az esetben áll fenn, ha {\displaystyle a_{1}=\cdots =a_{n}}.

## A tétel bizonyításai

### Azn= 2 eset bizonyításai
Algebrai bizonyítás

Ekvivalens átalakításokkal 
 ami mindig teljesül.
Geometriai bizonyítás
Az egymás mögé illesztett {\displaystyle \,a_{1}} és {\displaystyle \,a_{2}} hosszúságú szakaszok, mint átmérő fölé, rajzoljunk félkörívet! Ennek sugara a két szám számtani közepe lesz. A két szám mértani közepének megfelel a szakaszok érintkezési pontjába állított és a körívig húzott merőlegesnek a hossza. Az ábráról leolvasható, hogy az utóbbi csak abban az esetben éri el a sugár hosszát, ha {\displaystyle \,a_{1}=a_{2}}.

### Bizonyítások teljes indukcióval
1. bizonyítás
a.) A tételt {\displaystyle \,n=2} esetre már bizonyítottuk.
b.) Igazoljuk, hogy ha {\displaystyle \,n}-re igaz az állítás, akkor {\displaystyle \,2n}-re is igaz.
Osszuk ugyanis fel a tetszőlegesen rögzített {\displaystyle \,2n} számot két darab {\displaystyle \,n}-es csoportra; alkalmazzuk ezekre külön-külön az {\displaystyle \,n}-re vonatkozó indukciós feltevést; majd második lépésben alkalmazzuk az {\displaystyle \,n=2} esetre már bizonyított tételt:
Ezzel bizonyítottuk az állítást minden olyan esetre, amikor a tagok száma 2-hatvány ({\displaystyle \,n=2^{k}}).
c.) Amennyiben {\displaystyle \,n} nem 2-hatvány ({\displaystyle \,2^{k-1}<n<2^{k}}), akkor az {\displaystyle a_{1},\dots ,a_{n}} nemnegatív valós számokhoz vegyük hozzá az {\displaystyle a_{n+1}=\cdots =a_{2^{k}}={\frac {a_{1}+\cdots +a_{n}}{n}}=A_{n}} elemeket, és alkalmazzuk az így kapott {\displaystyle a_{1},\dots ,a_{2^{k}}} számokra a már bizonyított állítást:
Ekvivalens átalakításokkal:
amit bizonyítani kellett.
d.) Végül igazoljuk a tétel egyenlőségre vonatkozó részét.

{\displaystyle a_{1}=\dots =a_{n}=a} esetén az egyenlőség nyilvánvalóan teljesül, hiszen ekkor {\displaystyle {\frac {a_{1}+\cdots +a_{n}}{n}}=a={\sqrt[{n}]{a_{1}\cdots a_{n}}}}

Tegyük fel most, hogy például {\displaystyle a_{1}\neq a_{2}} ! Felhasználva, hogy ebben az esetben {\displaystyle {\frac {a_{1}+a_{2}}{2}}>{\sqrt {a_{1}a_{2}}}} :
tehát egyenlőség nem állhat fenn.
2. bizonyítás
a.) A tételt {\displaystyle \,n=2} esetre már bizonyítottuk.
b.) Igazoljuk, hogy ha {\displaystyle \,n}-re igaz az állítás, akkor {\displaystyle \,2n}-re is igaz, a már látott módon.
c.) Egyfajta fordított irányú indukciót alkalmazva igazoljuk, hogy ha {\displaystyle \,n+1}-re igaz az állítás, akkor {\displaystyle \,n}-re is teljesül, és így minden természetes számra fennáll. Az {\displaystyle a_{1},\dots ,a_{n}} nemnegatív valós számokhoz vegyük ugyanis hozzá {\displaystyle \,(n+1)}-dik elemként a számok számtani középértékét, az {\displaystyle a_{n+1}={\frac {a_{1}+\cdots +a_{n}}{n}}=A_{n}} számot. Az indukciós feltevésből kiindulva, ekkor, ekvivalens átalakításokkal:
amit bizonyítani kellett.
d.) Végül igazoljuk a tétel egyenlőségre vonatkozó részét, a már látott módon.
3. bizonyítás
a.) A tételt {\displaystyle \,n=2} esetre már bizonyítottuk.
b.) Igazoljuk, hogy ha {\displaystyle \,n}-re igaz az állítás, akkor {\displaystyle \,(n+1)}-re is igaz.
Legyen ugyanis {\displaystyle A={\sqrt[{n(n+1)}]{a_{1}\cdots a_{n}}}} és {\displaystyle B={\sqrt[{n+1}]{a_{n+1}}}}, ekkor az indukciós feltevés miatt
Mivel {\displaystyle {\sqrt[{n+1}]{a_{1}\cdots a_{n+1}}}=A^{n}B}, elegendő megmutatni, hogy
Ekvivalens átalakításokkal:
ami mindig teljesül, mert {\displaystyle \,A>B} esetén a bal oldalon két pozitív, {\displaystyle \,A<B} esetén pedig két negatív szám szorzata szerepel.
c.) Végül igazoljuk a tétel egyenlőségre vonatkozó részét, a már látott módon.
4. bizonyítás
a.) A tételt {\displaystyle \,n=2} esetre már bizonyítottuk.
b.) Igazoljuk, hogy ha {\displaystyle \,n}-re igaz az állítás, akkor {\displaystyle \,(n+1)}-re is igaz.
Indukcióval feltehetjük, hogy {\displaystyle \,n}-re igaz az állítás és {\displaystyle \,(n+1)}
szám van adva: {\displaystyle a_{1},\dots ,a_{n}} és {\displaystyle \,x}. Jelöljük {\displaystyle \,A}-val az {\displaystyle a_{1},\dots ,a_{n}} számok számtani közepét. Az indukciós hipotézis miatt tudjuk, hogy {\displaystyle a_{1}\cdots a_{n}\leq A^{n}}. Be kell látnunk, hogy
teljesül minden {\displaystyle x\geq 0} számra.
Az indukció miatt már tudjuk, hogy {\displaystyle a_{1}\cdots a_{n}\leq A^{n}}, ezért azt kell belátni, hogy {\displaystyle A^{n}x\leq \left({\frac {An+x}{n+1}}\right)^{n+1}}
azaz
teljesül. {\displaystyle \,f(x)}polinom, ami 0-ban pozitív, {\displaystyle \,A}-ban nulla, végtelenben pedig végtelenhez tart. Így van minimuma, ahol deriváltja nulla.
Kiszámolva:
ahonnan {\displaystyle \,x=A}.

### Richard Rado bizonyítása
Richard Rado indukciós bizonyítása erősebb állítást igazol.
Tegyük fel, hogy {\displaystyle \,n+1} számunk van, ezek számtani és mértani közepe {\displaystyle \,A_{n+1}} és {\displaystyle \,G_{n+1}}, az első {\displaystyle \,n} szám számtani illetve mértani közepe pedig {\displaystyle \,A_{n}} és {\displaystyle \,G_{n}}. Ekkor
Ez elég, hiszen ha {\displaystyle A_{n}\geq G_{n}}, akkor a képlet szerint {\displaystyle A_{n+1}\geq G_{n+1}}. A képlet igazolásához {\displaystyle \,G_{n}}-nel osztva, 0-ra redukálva és bevezetve az
új változót, a következő adódik:
Ezt kell tehát {\displaystyle x\geq 0}-ra igazolni.
Ezt {\displaystyle \,n}-re való indukcióval bizonyítjuk. Az {\displaystyle \,n=0} eset igaz.
Ha pedig {\displaystyle \,n-1}-re igaz, akkor {\displaystyle \,n}-re

### Pólya György bizonyítása
Pólya György bizonyítása, ami az analízis mély fogalmait használja. 
Tegyük fel tehát, hogy adottak az {\displaystyle a_{1},\dots ,a_{n}} nemnegatív számok, számtani közepük {\displaystyle \,A}. 
Ha {\displaystyle A=0}, akkor {\displaystyle a_{i}=0}, ({\displaystyle i=1,...n}) tehát az egyenlőség teljesül:
{\displaystyle {\sqrt[{n}]{a_{1}a_{2}\cdots a_{n}}}={\frac {a_{1}+a_{2}+\cdots +a_{n}}{n}}}
Tegyük fel, hogy a számok pozitívok: {\displaystyle a_{i}>0,\quad i=1,...,n}
Ekkor {\displaystyle A>0}.
Legyen {\displaystyle f(x):=e^{x}-x-1,\quad x\in \mathbb {R} }
{\displaystyle f} függvény első deriváltja:
{\displaystyle f'(x)=e^{x}-1}
{\displaystyle f} második deriváltja:
{\displaystyle f''(x)=e^{x}}
A második derivált mindenhol pozitív:
{\displaystyle f''(x)=e^{x}>0,\quad x\in \mathbb {R} }
A {\displaystyle 0=f'(x)=e^{x}-1} egyenlet egyetlen megoldása: {\displaystyle x=0}
Ezekből az következik, hogy {\displaystyle f} függvénynek csak {\displaystyle x=0} helyen van szélsőértéke és ott minimuma van. Továbbá {\displaystyle f(0)=e^{0}-0-1=0}.
Összefoglalva: Minden {\displaystyle x\in \mathbb {R} } esetén {\displaystyle f(x)\geq 0} és {\displaystyle f(x)=0} pontosan akkor igaz, ha {\displaystyle x=0}.
Kifejtve:
{\displaystyle e^{x}-x-1\geq 0}
{\displaystyle e^{x}\geq 1+x} és az egyenlőség csak akkor áll, ha {\displaystyle x=0}.
Írjuk fel az említett egyenlőtlenséget az {\displaystyle {\frac {a_{i}}{A}}-1} ({\displaystyle i=1,\dots ,n}) számokra:
Összeszorozva ezeket azt kapjuk, hogy
A bal oldal {\displaystyle a_{1}+\cdots +a_{n}=nA} miatt így alakítható:
és ezzel azt kaptuk, hogy {\displaystyle a_{1}\cdots a_{n}\leq A^{n}}, tehát készen vagyunk. Egyenlőség csak akkor áll, ha {\displaystyle {\frac {a_{1}}{A}}=\cdots ={\frac {a_{n}}{A}}=1}, azaz a számok egyenlőek. Ezt a bizonyítást Pólya György álmában találta.

### Riesz Frigyes bizonyítása
Riesz Frigyes bizonyítása a következő:
Továbbra is feltesszük, hogy {\displaystyle a_{i}\geq 0,\quad i=1,...,n}

#### 1. Az összes szám megegyezik
{\displaystyle a_{1}=\dots =a_{n}} esetén az egyenlőség nyilvánvalóan teljesül, hiszen ekkor {\displaystyle A:={\frac {a_{1}+\cdots +a_{n}}{n}}={\sqrt[{n}]{a_{1}\cdots a_{n}}}\qquad (1)}. 

#### 2. A számok nem egyenlőek
Mivel nem lehet minden szám nulla, továbbá {\displaystyle a_{i}\geq 0} ({\displaystyle i=1,...,n}), ezért a számtani középérték nyilván pozitív: {\displaystyle A>0}.
Ha bármelyik {\displaystyle a_{i}=0}, akkor a mértani középérték nulla, így az egyenlőtlenség teljesül:
{\displaystyle 0={\sqrt[{n}]{a_{1}\cdots a_{n}}}<A\qquad (2)}
A továbbiakban tegyük fel, hogy az összes szám pozitív: {\displaystyle a_{i}>0,\quad i=1,...,n}
A mértani középértéket jelöljük {\displaystyle B_{1}}-el:
{\displaystyle B_{1}:={\sqrt[{n}]{a_{1}a_{2}\cdots a_{n}}}}
Amennyiben a számok nem egyenlőek, feltehető, hogy létezik közöttük legkisebb és legnagyobb elem. Az általánosság elvesztése nélkül tegyük fel, hogy ezek az {\displaystyle a_{1}} és {\displaystyle a_{2}} elemek:
{\displaystyle a_{1}=\min\{a_{1},a_{2},...,a_{n}\}}
{\displaystyle a_{2}=\max\{a_{1},a_{2},...,a_{n}\}}
Nyilván igaz a következő egyenlőtlenség:
{\displaystyle a_{1}<A<a_{2}\qquad (3)}
Az eredeti sorozat alapján állítsunk elő egy második sorozatot, melynek első két tagja {\displaystyle A} és {\displaystyle (a_{1}+a_{2}-A)}:
{\displaystyle A,\;a_{1}+a_{2}-A,\;a_{3},...,a_{n}}
A második sorozat számtani középértéke nem változik:
{\displaystyle {\frac {A+(a_{1}+a_{2}-A)+a_{3}+\cdots +a_{n}}{n}}=A}
A második sorozat mértani középértéke:
{\displaystyle B_{2}:={\sqrt[{n}]{A(a_{1}+a_{2}-A)a_{3}\cdots a_{n}}}}
A második mértani középértékben lévő szorzat az első mértani közép szorzatától az első két tényezőben különbözik, ezért ezeket hasonlítjuk össze:
{\displaystyle A(a_{1}+a_{2}-A)-a_{1}a_{2}=Aa_{1}+Aa_{2}-A^{2}-a_{1}a_{2}=(a_{1}-A)(A-a_{2})}
{\displaystyle (3)}-ból következik:
{\displaystyle a_{1}-A<0}
{\displaystyle A-a_{2}<0}
Ezek alapján:
{\displaystyle (a_{1}-A)(A-a_{2})>0}
{\displaystyle A(a_{1}+a_{2}-A)-a_{1}a_{2}=(a_{1}-A)(A-a_{2})>0}
A mértani középértékekben lévő szorzatok összehasonlítása:
{\displaystyle A(a_{1}+a_{2}-A)a_{3}\cdots a_{n}>a_{1}a_{2}a_{3}\cdots a_{n}}
Kihasználtuk, hogy minden elem pozitív: {\displaystyle a_{i}>0}, {\displaystyle i=1,...,n}
Megmutattuk, hogy a módosított sorozat mértani középértéke nagyobb, mint az eredeti sorozat mértani középértéke:
{\displaystyle B_{2}={\sqrt[{n}]{A(a_{1}+a_{2}-A)a_{3}\cdots a_{n}}}>B_{1}}
A módosított sorozatban legalább egyszer megjelenik {\displaystyle A}.
Ezt az eljárást véges sokszor ismételve egy olyan számsorozathoz jutunk, aminek minden eleme {\displaystyle A}. Legyen ez a {\displaystyle p}-ik sorozat:
{\displaystyle B_{p}:={\sqrt[{n}]{A^{n}}}=A}
Fent beláttuk, hogy a mértani középértékek monoton növekvő sorozatot alkotnak:
{\displaystyle B_{1}<B_{2}<...<B_{p}}
Ebből következik: 
{\displaystyle B_{1}<B_{p}=A}
Tehát
{\displaystyle B_{1}={\sqrt[{n}]{a_{1}a_{2}\cdots a_{n}}}<A\qquad (4)}
{\displaystyle (1)}, {\displaystyle (2)} és {\displaystyle (4)} figyelembevételével kijelenthetjük, hogy
{\displaystyle {\sqrt[{n}]{a_{1}a_{2}\cdots a_{n}}}\leq {\frac {a_{1}+a_{2}+\cdots +a_{n}}{n}}}
Az egyenlőség pontosan akkor teljesül, ha az összes szám megegyezik.
.

## A tétel fontosabb alkalmazásai

### Pozitív valós szám és reciprokának összege nem kisebb 2-nél
A tétel segítségével bebizonyítható, hogy ha {\displaystyle a>0,a\in \mathbb {R} }, akkor
{\displaystyle a+{\frac {1}{a}}\geq 2}. Ugyanis {\displaystyle {\frac {a+{\frac {1}{a}}}{2}}\geq {\sqrt {a\cdot {\frac {1}{a}}}}}
egyenlőtlenség a tétel miatt igaz, hiszen a bal oldalon {\displaystyle a} és {\displaystyle {\frac {1}{a}}} számtani, míg a jobb oldalon a mértani közepük van. A jobb oldalon a gyök alatt 1 van, és mivel {\displaystyle {\sqrt {1}}=1}, ezért
{\displaystyle {\frac {a+{\frac {1}{a}}}{2}}\geq 1}, és 2-vel szorozva
{\displaystyle a+{\frac {1}{a}}\geq 2}. QED

### A rendezési egyenlőtlenség helyettesítése több feladat megoldásában
Ebben a példában az egyenlőtlenség a rendezési egyenlőtlenséget helyettesíti:
Igazoljuk, hogy {\displaystyle a^{8}+b^{8}+c^{8}\geq a^{4}b^{3}c+b^{4}c^{3}a+c^{4}a^{3}b} (a, b, c poz. valós számok).
Bizonyítás: {\displaystyle a^{4}b^{3}c=(a^{32}b^{24}c^{8})^{1/8}=(a^{8}a^{8}a^{8}a^{8}b^{8}b^{8}b^{8}c^{8})^{1/8}\leq {\frac {4a^{8}+3b^{8}+c^{8}}{8}}}. A változók ciklikus permutálásával kapott három egyenlőtlenséget összeadva adódik az igazolandó. Leolvashatjuk az egyenlőség esetét is: a=b=c.

### Aznn{\displaystyle {\sqrt[{n}]{n}}}sorozat határértéke
Megmutatjuk, hogy {\displaystyle \lim _{n\to \infty }{\sqrt[{n}]{n}}=1}. Valóban, hiszen a számtani és mértani közepek közötti egyenlőtlenség alapján

### Az(1+1n)n{\displaystyle \left(1+{\frac {1}{n}}\right)^{n}}sorozat korlátos és szigorúan monoton növekedő
Megmutatjuk, hogy {\displaystyle \left(1+{\frac {1}{n}}\right)^{n}\leq 4}. Valóban, a számtani és mértani közepek közötti egyenlőtlenség alapján
Ebből {\displaystyle n+2}-edikre emelés és rendezés után adódik a felső korlát.
A szigorúan monoton növekedéshez azt kell igazolni, hogy {\displaystyle \left(1+{\frac {1}{n+1}}\right)^{n+1}>\left(1+{\frac {1}{n}}\right)^{n}}. A számtani és mértani közepek közötti egyenlőtlenség alapján
Egyenlőség pedig nem állhat fenn. Hasonlóan igazolható, hogy {\displaystyle \left(1+{\frac {x}{n}}\right)^{n}} is korlátos és szigorúan monoton növekedő, ahol {\displaystyle x} tetszőleges valós szám.

### Azonos kerületű háromszögek
Azonos kerületű háromszögek között a szabályos háromszög területe a legnagyobb. Egy {\displaystyle a,b,c} oldalú háromszög félkerülete legyen {\displaystyle s={\frac {a+b+c}{2}}}. A Héron-képlet szerint a háromszög területe {\displaystyle t={\sqrt {s(s-a)(s-b)(s-c)}},} vagyis az 
 függvényt kell maximalizálnunk rögzített {\displaystyle s} mellett. A számtani és mértani közepek közötti egyenlőtlenség alapján 
Egyenlőség pontosan akkor teljesül, ha {\displaystyle a=b=c}.

## A tétel súlyozott változata
A tétel súlyozott változata a következő.
Ha {\displaystyle a_{1},\dots ,a_{n}} nemnegatív valós számok, {\displaystyle p_{1},\dots ,p_{n}} pozitív valós számok, amikre {\displaystyle p_{1}+\cdots +p_{n}=1} teljesül, akkor
Egyenlőség csak akkor áll fenn, ha {\displaystyle a_{1}=\cdots =a_{n}}.
Ennek {\displaystyle p_{1}=\cdots =p_{n}={\frac {1}{n}}} speciális esete az eredeti tétel.

## A tétel általánosításai
- a hatványközepek közötti egyenlőtlenség
- a szimmetrikus közepek közötti egyenlőtlenség
- a Jensen-egyenlőtlenség